# أيو موليدا
رادين رورو أيو موليدا بوتري (من مواليد 11 يوليو 1997) سفيرة المجلس الاستشاري الشعبي الإندونيسي، عارضة أزياء وحاملة لقب ملكة جمال التي فازت بلقب بوتيري إندونيسيا 2020. ستمثلت إندونيسيا في مسابقة ملكة جمال الكون 2020. موليدا هو المندوب الثالث من جاوة الشرقية التي توجت بلقب بوتري إندونيسيا بعد بوتري رايماواستي في عام 2007 وإلفيرا ديفيناميرا في عام 2014.